# Václav Vilém Würfel
Václav Vilém Würfel (6. května 1790 Plaňany – 23. dubna 1832 Vídeň) byl český klavírista, hudební skladatel a pedagog.

## Život
Pokřtěn byl Václav, ale v literatuře je zpravidla uváděn jako Vilém nebo v německé podobě Wilhelm. Jeho příjmení je v matrice zapsáno Werfel. Byl synem učitele v Plaňanech na Kolínsku. Základní hudební vzdělání mu dala matka, která byla dobrou klavíristkou. Projevil se jako výrazný talent a již ve 12 letech veřejně koncertoval. V roce 1807 odešel do Prahy, kde studoval u Václava Jana Tomáška. Stal se koncertním klavíristou a absolvoval řadu koncertů v Čechách, Uhrách a v Polsku.
V roce 1815 se usadil ve Varšavě, stal se pedagogem varšavské konzervatoře (Instytut muzyki a deklamacji). Vyučoval hru na klavír, varhany a generální bas. Jeho nejvýznamnějším žákem byl Frédéric Chopin, s nímž navázal i přátelské styky. Věnoval mu svůj 4. klavírní koncert F dur. V roce 1824 se vrátil do Prahy, kde uvedl svou operu Rübezahl. Opera měla později značný úspěch zejména, když se jí dostalo českého překladu Josefa Krasoslava Chmelenského (Krákonoš, 1830). V roce 1826 odešel do Vídně, kde se stal dirigentem v divadle U korutanské brány (Theater am Kärntnertor). Ve Vídni také zemřel.

## Dílo

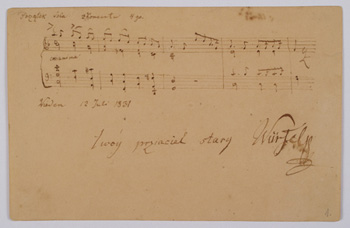
Věnování autorova koncertu Frédéricu Chopinovi (Tvůj přítel, starý Würfel)

### Opery
- Rübezahl (1824)
- Der Rothmantel (1832)

### Klavírní skladby (výběr)
- Velká fantasie pro klavír op. 14
- Variace pro klavír op. 15, 16, 17, 19 a 29
- Rondeaux brillants pour piano op. 20, 24, 25, 30
- Polonaises op. 21, 26
- Grand Polonaise op. 27
- Der Sieg Wellingtons op. 13, fantasie pro klavír na 4 ruce
- Concert pour piano et orchestre op. 28
- Grand Rondeau brillant in Es op. 30

Řídil vydávání instruktivní klavírní literatury ve sbírce Euterpe a sám vydal i vlastní sbírku instruktivních skladeb: Zbiór exercycyi w kształcie preludyów ze wszystkich tonów maior i minor (1821). Komponoval také písně, z nichž píseň Wie herrlich ists im Wald v německých zemích znárodněla.